# Mark O. Hatfield Könyvtár
A Mark O. Hatfield Könyvtár a Willamette Egyetem főkönyvtára az Amerikai Egyesült Államok Oregon államának Salem városában. Az 1986-ban megnyílt szövetségi tárolókönyvtár az Orbis Cascade Szövetség tagja. Elődje 1844-től 1938-ig a Waller épületben működött, majd a Smullin épületbe költöztették.
A kétszintes épület gyűjteménye 350 ezer dokumentumból áll, valamint itt található az egyetem levéltára. Az épület egy óratoronnyal egészül ki, emellett éjjel-nappal nyitva tartó tanulószobát is kialakítottak. Névadója Mark Hatfield szenátor.

## Története
Az 1844-ben alapított könyvtár gyűjteménye 1874-re 2500 kötetre bővült. A létesítmény korábban az 1867-ben épült University (ma Waller) épület második emeletén működött. 1901-re 4686 dokumentumot (közte 2753 röpiratot) tartalmazott; ekkor ingyenesen látogatható volt, általános dokumentumok mellett válogatott oktatási anyagokat is gyűjtött.
1909-ben vezetője Ray D. Fisher volt, hatezres gyűjteménye 3500 dollárt ért. Novemberben a Waller épület több tanszéke is az újonnan megnyílt Eaton épületbe költözött, így a könyvtár új bútorokat kapott. Az 1912-es újrakatalogizálást a New York-i Lucia Haley végezte. A könyvtáros ekkor Dr. Lyle volt. A könyvtárat a mai művészeti épület helyére költöztették volna, ahol az egyetem korai úttörőinek emléket állító létesítmény épült volna. 1913-ban könyvtárosa Mary Field, 1914-től Fannie J. Elliot volt; gyűjteménye ekkor továbbra is hatezer elemből állt.
1919. december 17-én a Waller épületben tűz ütött ki; az újjáépítés 1920 februárjában kezdődött. A könyvtár decemberben a helyreállított létesítmény első emeletére költözött. Befogadóképessége száz fő, vezetője William E. Kirk volt. 1922-ben könyvtárosa F. G. Franklin volt, gyűjteménye eddigre 16 ezresre nőtt.
Az új beton- és téglalétesítmény építése 1937-ben kezdődött; az 1938-ban átadott épület gyűjteménye 1940-re 35 ezer elemre nőtt. A ma Smullin nevet viselő György-korabeli stílusú épület tervezője Pietro Belluschi. Az egyetemi könyvtár 1965-ben  450 ezer dollár szövetségi hitelt kapott, majd Al Ullman képviselő közbenjárására 1969-ben szövetségi tárolókönyvtárnak nevezték ki. 1980-ban az egyetemi épületek felújítására és egy új könyvtár építésére többéves gyűjtőkampány indult, melynek során 18 millió dollárhoz jutottak. Ekkor a könyvtár gyűjteménye 143 ezer dokumentumból állt.
A Mark O. Hatfield Könyvtár építését 1985-ben jelentették be. A 6,8 millió dollárosra tervezett létesítmény 1985. április 13-ai alapkőletételén Hatfield is jelen volt. Az 1986. szeptember 4-ei átadón Hatfield mellett Bob Packwood szenátor és Daniel J. Boorstin, a Kongresszus könyvtárosa is részt vett. A hétszáz résztvevővel zajló esemény vezetője Jerry E. Hudson rektor volt.
A 7,4 millió dolláros költség több mint 1300 vállalat, magánszemély és nonprofit szervezet adományaiból gyűlt össze. Nagyobb összegek a Fred Meyer és M. J. Murdock jótékonysági alapoktól, valamint a Collins Alapítványtól érkeztek. Az építkezés a déli campus átalakítását célzó terv része volt, melyben a vasúti vágányokat elbontották, a területet keresztező folyamot pedig elterelték.
1999-ben egy vandál szikével harminc oldalt kivágott a The Old Days in and Near Salem, Oregon című könyvből; új példányt az állami könyvtár biztosított. 2002-ben a levéltár a Meyer alaptól félmillió dollár támogatást kapott.

## Épülete
A campus közepén fekvő épületet az MDWR Architects építésze, Theodore Wofford tervezte. Két szintes épülete 5400 négyzetméter alapterületű, de egy harmadik szint ráépítése is lehetséges. A tereprendezésért Lawrence Halperin felelt.
A modern téglalap alakú épület északi és déli homlokzata üveg-, keleti és nyugati falai téglaborításúak. A téglafalak kifelé irányban enyhén elvékonyodnak. A homlokzatokon a téglákat függőleges, míg a tetőperemen vízszintes irányban rendezték el. Az északnyugati sarokban fekvő főbejárat és a lépcsőház a fal síkjából kiállnak.
Az épületben éjjel-nappali tanulószobát is kialakítottak. A kölcsönzőpultot, oktatási gyűjteményt és a munkaállomásokat a földszinten alakították ki. Az emeleten találhatók a Hatfieldről elnevezett fogadótér és a szenátorral kapcsolatos dokumentumok gyűjteménye. A beltér a bővíthetőség érdekében nyitott. Az épületben elhelyezték a Dean Larson által festett Hatfield-portrét.
A homlokzatot a 18,82 méter magas acél-tégla óratorony egészíti ki. A tizennyolc tonnás építmény mind a négy oldalán található óra; teteje réz, falai részben hajlított üvegpanelekből készültek. A betonalapba idézeteket martak.

## Gyűjteménye
A könyvtár több mint 390 ezer dokumentumot, köztük 317 ezer könyvet tartalmaz és több mint 1400 folyóiratra fizet elő. Gyűjteményében mikrofilmek, hang- és videófelvételek, kormányzati dokumentumok és kották is megtalálhatók. A FirstSearch, RLIN, OCLC, EPIC és DIALOG szolgáltatásokon keresztül elektronikus hozzáférést biztosít. A könyvtár gyűjti az egyetemi publikációkat is (például Willamette Collegian).
A könyvtár az Orbis Cascade Szövetség és a Magánfőiskolák és -egyetemek Északnyugati Szövetsége kölcsönzőhálózatának tagja. A hallgatók más tagintézményekből is kölcsönözhetnek.
A Mark O. Hatfield-gyűjteményben a szenátorral kapcsolatos dokumentumok találhatók meg, emellett itt tárolják magánkönyvtárát, amely az általános gyűjtőkörbe tartozik, de nem kölcsönözhető. A levéltári dokumentumok csak húsz évvel a szenátor halála után lesznek elérhetők a nyilvánosság számára. Az emeleten található a 140 négyzetméteres, gépi szellőztetéssel felszerelt egyetemi levéltár.
A Willamette könyvtára 1969-ben szövetségi tárolókönyvtár, Oregon 5. választókerületének könyvtára lett. A gyűjtemény ötöde földtudományi, oktatási, történelmi, politikai, gazdasági, egészségügyi, könyvviteli, üzleti, kormányzati, közszolgálati és humán erőforrások tematikájú. Gyűjtik kormányzati szervek (például Népszámlálási Hivatal, Kongresszus), valamint más szervezetek (például Smithsonian Intézet) dokumentumait is.

## Névadója
Névadója Mark Hatfield szenátor, Oregon állam egykori kormányzója. 1943-ban végzett a Willamette-en, majd a második világháború után a Stanford Egyetem hallgatója volt. Később a Willamette oktatója, majd dékánja lett.

## Fordítás
- Ez a szócikk részben vagy egészben  a   Mark O. Hatfield Library című angol Wikipédia-szócikk ezen változatának fordításán alapul.  Az eredeti cikk szerkesztőit annak laptörténete sorolja fel. Ez a jelzés csupán a megfogalmazás eredetét és a szerzői jogokat jelzi, nem szolgál a cikkben szereplő információk forrásmegjelöléseként.